# Vadim Pobudey
Vadim Pobudey (tiếng Belarus: Вадзім Пабудзей; tiếng Nga: Вадим Побудей; sinh ngày17 tháng 12 năm 1994) là một cầu thủ bóng đá Belarus. Tính đến tháng 4 năm 2017 anh thi đấu cho Isloch.

## Danh hiệu
Dinamo Brest
- Vô địch Cúp bóng đá Belarus: 2016–17